# Karim Djoudi
Pour les articles homonymes, voir Djoudi.
 (mai 2017).
Karim Djoudi (en arabe : كريم جودي) est un homme politique algérien né le 19 septembre 1958 à Montpellier en France et mort le 13 mai 2022. 
Il est ministre des Finances d'Algérie de juin 2007 au 5 mai 2014.

## Biographie
Karim Djoudi est le fils de Hocine Djoudi, diplomate et ancien secrétaire général du ministère algérien des affaires étrangères, et le frère de Rachid Djoudi qui est conseiller du président de l'Établissement français du sang.

### Formation
Après l'obtention d'un baccalauréat scientifique en 1978 au lycée Descartes d'Alger, Djoudi poursuit ses études à l'université Louis-Pasteur de Strasbourg. Il y obtient un DEUG en 1981, puis une licence en Sciences économiques, spécialité économie monétaire bancaire et financière en 1982 et une maîtrise dans la même discipline un an plus tard. Il est ensuite diplômé d'un DESS en économie monétaire et bancaire en 1985 et d'un doctorat option Banque et Finances de l'université Panthéon-Sorbonne de Paris.

### Expérience professionnelle
Karim Djoudi rentre à la Banque centrale d'Algérie en 1988 en tant que chargé d'études. Un an plus tard, il devient sous-directeur à la direction des études avant d'être nommé en 1990, directeur central.
De 1999 à 2003, il assure le poste de directeur général du Trésor, au sein du ministère des Finances.

### Parcours politique
En mai 2003, Karim Djoudi est nommé ministre délégué chargé de la Participation et de la Promotion des investissements avant de devenir ministre délégué chargé de la Réforme financière en mai 2004. Il est ensuite, en juin 2007, promu ministre des Finances en remplacement de Mourad Medelci. En 2014, il décide de démissionner à cause de problèmes de santé et est remplacé par Mohamed Djellab. Il est conseiller à la présidence pour les affaires économiques et financières de 2014 à 2019.
Le 26 mai 2019, dans le contexte des manifestations de 2019 en Algérie, il est renvoyé devant la Cour suprême. Le 16 juin, il est placé sous contrôle judiciaire.